# Pinniphitime pinnognatha
Pinniphitime pinnognatha är en ringmaskart som beskrevs av Orensanz 1990. Pinniphitime pinnognatha ingår i släktet Pinniphitime och familjen Dorvilleidae. Inga underarter finns listade i Catalogue of Life.